# Среднее Общество
Среднее Общество — деревня в Черемисиновском районе Курской области России, входит в Ниженский сельсовет.
Расположена у правого берега реки Тим в 9 км к югу от Черемисиново, в 75 км к востоку от Курска и в 130 км к западу от Воронежа. Примыкает к деревням Ниженка (на севере) и Среднее Жуково (на юге).

По окраине деревни проходит тупиковая местная автодорога Черемисиново — Мяснянкино, пересекающая Тим по мосту у Ниженки. Ближайшая ж.-д. станция — Черемисиново (на линии Курск — Воронеж).
| 2002 | 2010 |
| ---- | ---- |
| 97   | ↘95  |